# Fenneropenaeus merguiensis
La gamba banana, Penaeus merguiensis (nom vàlid per WoRMS) o Fenneropenaeus merguiensis (nom vàlid per SeaLifeBase) és un crustaci decàpode de la família Penaeidae. Aquesta espècie és originària de l'oceà Índic i l'oceà Pacífic oriental. Es troba des del golf Pèrsic fins a Austràlia.

## Descripció
Pot arribar als 24 cm, encara que els mascles més petits amb prou feines superen els 20. La coloració, per la qual se la reconeix fàcilment, varia del verd groguenc al gris. Es pot confondre amb Penaeus indicus.

## Comportament
Durant el període reproductiu formen grans grups. La gamba banana s'alimenta de zooplàncton i és presa de peixos, cetacis i aus.

## Distribució i hàbitat
Viu al mar en aigües poc profundes (de 10 a 45 m). sobre fons fangosos de l'Indo-Pacífic, en particular en les costes de Tailàndia, Sri Lanka, l'Índia, Malàisia, Indonèsia, Nova Caledònia, Fiji, Austràlia, Singapur, Filipines, Pakistan i Golf Pèrsic, on es pesca amb força freqüència i és una espècie important per a l'aqüicultura.
L'any 2006 es va notificar aquesta espècie al golf d'Alexandreta, a la mar Mediterrània; gairebé segur que eren exemplars fugits de granges.

## Interès comercial
És una espècie de certa importància econòmica, tant a través de la pesca. És pescat sovint i abundantment en Sumatra, Austràlia, Nova Guinea i Indonèsia; en aquest darrer país i a Tailàndia, les granges de cria són habituals. És l'espècie de gambes més venuda al Pakistan. És venut congelat.
Comercialment, és a prop de la gamba blanca de l'Índia.